# Tec (album)
Tec è il terzo album in studio del rapper statunitense Lil Tecca, pubblicato nel 2023.

## Tracce
1. Yves – 2:17
2. Hvn on Earth (with Kodak Black) – 3:08
3. Gist – 2:10
4. 500lbs – 2:24
5. Fell in Love (with Ken Carson) – 2:53
6. TEC – 2:11
7. Salty – 2:15
8. Real Discussions – 1:58
9. Dead or Alive – 2:02
10. Want It Bad – 2:10
11. U Don't Know Tec – 1:50
12. Used2This – 2:25
13. Trippin on U – 2:00
14. Either Way – 3:10
15. Need Me – 2:20
16. Monday to Sunday – 2:50

## Tracce Bonus
1. Down With Me – 2:00

## Classifiche
| Classifica (2023) | Posizione raggiunta |
| ----------------- | ------------------- |
| Stati Uniti       | 11                  |